# NGC 6092
NGC 6092 est une paire d'étoiles située dans la constellation de la Couronne boréale. L'astronome français Guillaume Bigourdan a enregistré la position de cette paire le 11 mai 1885.
La base de données Simbad indentifie NGC 6092 à la galaxie PGC 57500, ce qui semble manifestement une erreur.